# 潮州广播电视台
潮州广播电视台為中華人民共和國廣東省潮州市的市級廣播電視媒體。是台的前身為潮州人民廣播電台及潮州電視台，其中廣播服務開始提供於1989年12月25日，電視服務開始提供於1987年8月2日。二者後於2004年12月8日合併成立潮州廣播電視台。

## 历史沿革
潮州电视台前身为1981年7月建立的潮州电视差转台，1985年，广播电视主管机关同意在潮州市区西湖山建立电视发射塔，同年12月，中华人民共和国广播电影电视部、广东省广电厅批准建立潮州电视台:1647，筹办期间，电视台总部设于潮州市区义安路府仓巷头的民宅。1987年3月，高65公尺的潮州广播电视塔在西湖山落成，以提高广播电视讯号在市内的覆盖率，同年8月2日，潮州电视台正式开播:1647。1995年5月5日，潮州电视台开始透过數位無線電視DS-17频道播出自己的电视节目:1041。

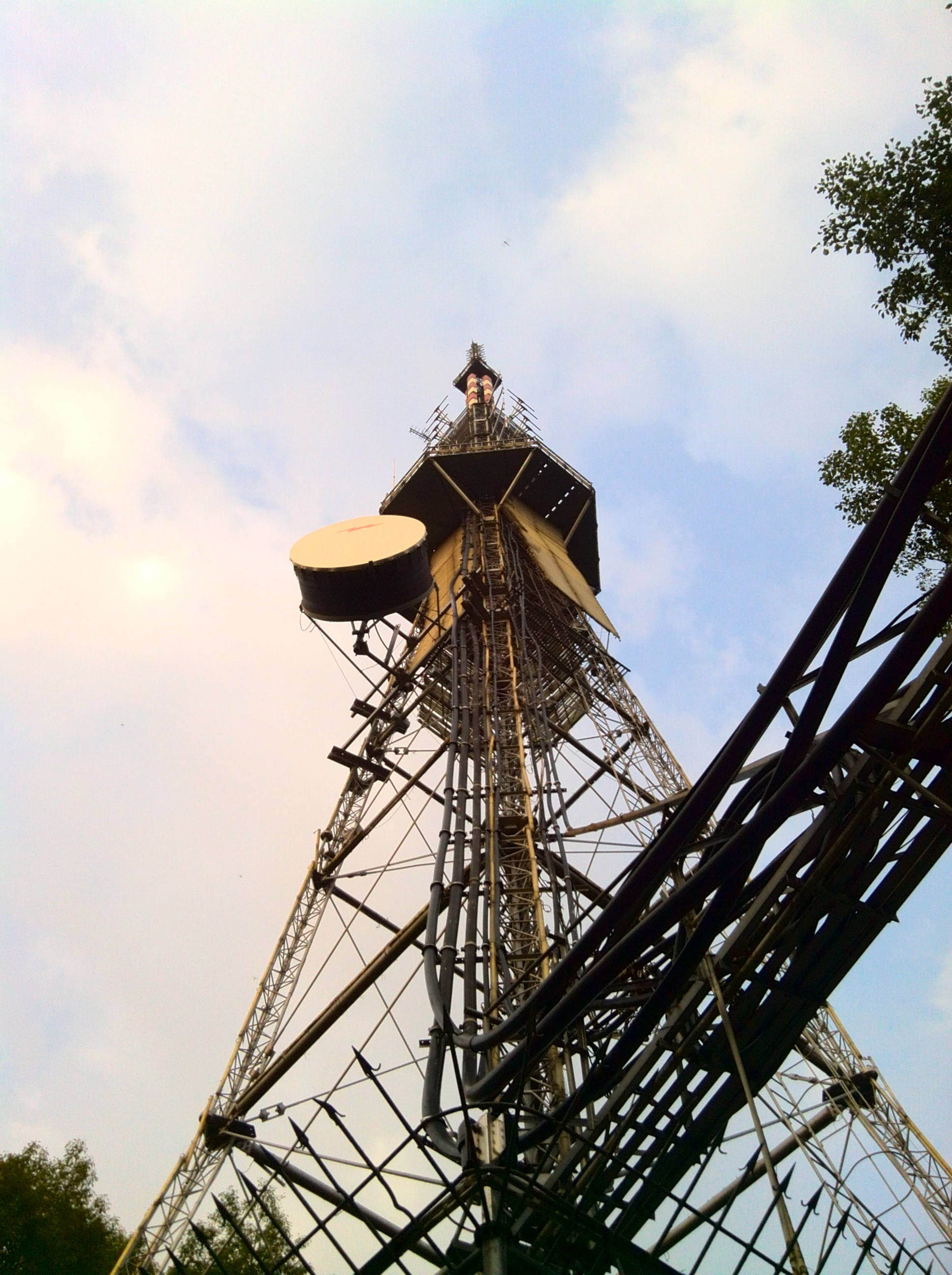
潮州广播电视台信号发射塔

1988年8月26日，广播电影电视部批准建立潮州人民广播电台，该电台随即开始与潮州人民广播站合署办公，并开始在西湖山安装、调试播音设备，12月25日，潮州人民广播电台正式开播，并启用无线电调频发射机自制节目讯号:1645-1647，频率为FM102.6:175。1995年8月13日，潮州电台与潮州电视台一道迁入位于湘桥区西荣路48号的潮州广播电视中心运作:1040。
2001年5月8日，潮州电视台与潮州有线电视台合并，同年6月1日，合并后的潮州电视台正式开始运作，潮州有线电视台组建了潮州电视台的第二条电视频道生活经济频道:1041。2004年7月27日，潮州广播电视网站正式开通，电视台与电台開始在網路上實時播出自製的節目:1040，同年10月1日，潮州人民广播电台开通广东省第一條專業化戏曲頻率戏曲之声:18，频率为FM103.1:1045。2004年12月8日，潮州电视台与潮州人民广播电台合并，掛牌成立潮州廣播電視台，為南方廣播影視傳媒集團的下屬單位:1040。2005年，潮州广播电视台开始拓展光缆线路，分别在潮安县凤凰镇、饶平县三饶镇及大埕鎮等地建造中继站、广播电视发射塔、电视微波发射系统，以后又在饶平石壁建造了广播转播设施，成功解決饶平县部分地區難以收聽到其節目的問題。2006年12月18日，该台开通第三条广播频率交通音乐广播:44。
2011年6月21日，潮州广播电视台新闻综合频道和公共频道同时上线中国网络电视台，成为其城市频道的58、59频道。其所在的潮州市也因此成为中国大陆第22个上线中国网络电视台的城市。2013年以后，潮州、汕头、揭阳三市實施電視互相落地措施，自此汕头与揭阳的有线电视用户也可以接收潮州广播电视台的电视频道。2016年，该台加強了在網路上的投入，亦开通自己的行動應用程式“红桃粿”，当年8月1日，其旗下的电视频道与广播频率亦得到改版，新實景演播室和3D虛擬演播室皆投入使用:304。2020年11月，潮州广播电视台旗下两条电视频道综合频道、公共频道开始试播高畫質電視，播出画面改为16:9，并于同年12月實現高標準畫質同播；在新媒体方面，该台所拥有的行動應用程式“红桃粿”亦完成升级，改以“看潮州APP”的名称上线:170。2022年，潮州电视台公共频道转型，并调整为专业的民生频道。

## 频道
潮州廣播電視台為中共潮州市委直屬事業單位，並由中共潮州市委宣傳部直接主管。该台下设办公室、总编室、监察室、人力资源部、计划财务部、科技发展部广播节目中心、电视节目中心、广播电视新闻中心、广告经营中心、技术中心、后勤服务中心、广播电视微波站、广播电视网站、广播电视报社15個科室。擁有2條電視頻道與3條廣播頻率。此外，潮州廣播電視傳媒集團還擁有自己的官方網站「潮州廣播電視網」、微信公眾號、新浪微博、抖音、行動應用程式「看潮州」等新媒體平台:167。

### 电视频道
| 頻道名稱 | 语言          | 广播格式                    | 啟播時間     | 频道前身                                                             | 備註                                                                                         | 備註 |
| 综合频道 | 潮州话 普通話 | SD: PAL 576i 16:9 HD：1080i | 1987年8月2日 | 潮州电视台                                                           | 潮州市第一個无线電視頻道，以新聞、時事、專題類節目為主                                       |      |
| 民生频道 | 潮州话 普通話 | SD: PAL 576i 16:9 HD：1080i | 2022年5月1日 | 潮州有线电视台综合频道 潮州电视台生活经济频道 潮州广播电视台公共频道 | 潮州市第一個有线電視頻道，原為政策性電視頻道，2022年轉型為民生频道，現時以生活服务類節目為主 |      |

### 广播频率
| 頻道名稱     | 语言          | 频道频率 | 啟播時間      | 频道前身                                      | 備註                                                                       |
| 综合广播     | 普通話 潮州话 | FM94.0   | 1990年1月18日 | 潮州人民广播电台 潮州人民广播电台新闻综合频率 | 以新聞為主，集新聞性、公益性、服務性、監督性為一體的綜合頻率               |
| 戏曲广播     | 普通話 潮州话 | FM103.1  | 2004年10月1日 |                                               | 主要提供潮劇等戲曲相关的節目                                               |
| 交通音乐广播 | 普通話 潮州话 | FM91.4   | 2006年        |                                               | 主要為駕車人士服務的頻率，提供路況播報、生活資訊、服務類以及音樂、娛樂節目 |

## 節目
作为中共潮州市委、潮州市人民政府的市級廣播電視媒體，潮州广播电视台有資格組織編排製作廣播電視節目，并负责转播中央和省级广播、电视节目，以服務中國共產黨、中华人民共和国各級政府的政治宣傳。该台的广播频率以及电视频道在每天晚上也会分别轉播中央人民广播电台的《全國新聞聯播》以及中国中央电视台的《新闻联播》等新聞節目。
潮州广播电视台自制的节目以汉语普通话与潮州话播出。在广播部门，聽眾可以透过收音机或其官網收聽潮州电台的廣播節目:54。除自辦新聞欄目《潮州新聞》外:175，民生服务性节目《民生在线》:141-142以及《好戏连台》、《戏里戏外乐翻天》、《潮人潮腔唱潮剧》、《名家教戏》等戏曲节目也是潮州电台的人氣節目。潮州电台早期戏曲节目多透过主频综合广播频率播送，直到2004年10月1日戏曲广播开播为止，除潮汕地区外，该台的戏曲节目在海外也拥有聽眾，其中不少为旅居海外的潮汕人或潮剧爱好者，听众亦可以藉由电台参与演唱、学习潮剧并与戏曲艺术家展开互动:54-55。中国国际广播电台的潮州话对外广播也会播出该台自制的节目:287-288。
在電視部門，《潮州新聞》是潮州广播电视台最主要的自辦電視新聞欄目，其隨電視台而創立，並以報導在地新聞見長:198。此外，《民生直播室》也是該台電視部門較重要的地方電視新聞資訊節目。在电视剧方面，该台新闻综合、民生两条电视频道均有自己的专栏，而播映的剧集则多为译制为潮州话的电视剧，并在潮州拥有较高的收视率。而《天天好生活》、《青青园中葵》、《故事妈妈》等社教类栏目也是该台电视部门的人气节目:43。